# Zählnadel
Eine Zählnadel ist ein Hilfsmittel bei der Vermessung. Mit Zählnadeln lassen sich bei der Messung mit dem Messband die Endpunkte der einzelnen vollen Bandlängen genau bezeichnen. Sie vereinfachen somit das Zählen und Überprüfen der gemessenen Strecken und dienen somit zur Fehlervermeidung.
Eine Zählnadel ist ungefähr 30 bis 40 cm lang und hat einen Durchmesser von etwa 3 mm. Sie ist aus nichtrostendem Eisendraht hergestellt und ist auf der einen Seite gespitzt, während die andere Seite als Ring ausgebildet ist. Zehn Zählnadeln werden meist zu einem Bund zusammengefasst.
Im praktischen Gebrauch ist die Zählnadel nur noch selten anzutreffen, da längere Strecken im Vermessungswesen heutzutage mit Tachymetern gemessen werden, mit denen eine weitaus höhere Genauigkeit erreicht werden kann.
Zählnadeln fanden auch bei Speicherarbeiten als Zählhilfsmittel Verwendung: Jede „Hieve“, die am Haken eines Krans oder Aufzugs hing, bestand aus einer (vereinbarten) gleichen Anzahl von Einzelstücken (Sack, Kiste, Bund usw.) und wurde mit einer Zählnadel versehen. Wird die Anzahl der mitgenommenen Zählnadeln mit der Stückzahl der Einzelhieve multipliziert, ergibt sich der eingelagerte Bestand.